# Calliostoma bullisi
Calliostoma bullisi är en snäckart som beskrevs av Clench och Turner 1960. Calliostoma bullisi ingår i släktet Calliostoma och familjen Calliostomatidae. Inga underarter finns listade i Catalogue of Life.